# Sun Sentinel
El Sun Sentinel (también conocido como South Florida Sun Sentinel, conocido hasta 2008 como Sun-Sentinel, y estilizando en su cabecera como SunSentinel) es un periódico estadounidense, el principal periódico de Fort Lauderdale, Florida, así como el condado de Broward el sur del condado de Palm Beach. Propiedad de Tribune Publishing, circula por los tres condados que conforman Florida del Sur. Es el periódico de mayor circulación en el área.
Durante muchos años, el periódico se denominó Sun-Sentinel, con un guion, hasta que se rediseñó y cambió de cabecera el 17 de agosto de 2008. La nueva apariencia también eliminó el espacio entre «Sun» y «Sentinel» en la bandera del periódico, pero su nombre retuvo el espacio.
Nancy Meyer ha ocupado el cargo de editor y Julie Anderson ha ocupado el cargo de editora en jefe desde febrero de 2018.

## Historia
El Sun Sentinel remonta su historia a la fundación en 1910 del Fort Lauderdale Weekly Herald, el primer periódico conocido en el área de Fort Lauderdale, y el Everglades Breeze, un periódico impreso localmente fundado en 1911. En 1925, el Everglades Breeze pasó a llamarse Sentinel. Ese mismo año, dos editores de Ohio compraron tanto el Sentinel como el Herald, consolidando los periódicos en una única publicación diaria llamada Daily News and Evening Sentinel. En 1926, Horace y Tom Stillwell compraron el periódico. Sin embargo, la devastación provocada por el huracán de Miami de 1926 hizo que la circulación cayera y, en 1929, Tom Stillwell vendió el periódico a Gore Publishing Company, encabezada por RH Gore Sr. En 1945, la circulación del Daily News y el Evening Sentinel había subido a 10.000.
En 1953, Gore Publishing cambió el nombre del periódico a Fort Lauderdale News y agregó una edición del domingo por la mañana. En 1960, cuando el periódico tenía una circulación de 60.000 ejemplares, Gore Publishing compró el semanal Pompano Beach Sun y lo expandió a un periódico matutino de seis días, el Pompano Sun-Sentinel, reviviendo así el nombre "Sentinel" que había descartado siete años antes. En 1963, Tribune Company adquirió Gore Publishing. En la década de 1970, el periódico de la mañana cambió su nombre a Fort Lauderdale Sun-Sentinel. En 1982, los dos periódicos fusionaron sus equipos editoriales. Los dos periódicos luego se fusionaron en un solo periódico matutino bajo el nombre de Fort Lauderdale Sun-Sentinel. En 2000, luego de expandir su cobertura, el periódico cambió su nombre a South Florida Sun-Sentinel .
En 2001, el Sun-Sentinel abrió una oficina de asuntos exteriores de tiempo completo en La Habana, Cuba, compartida con Tribune Company, la única de estancia permanente de cualquier periódico del sur de Florida en ese momento.
En 2002, Sun-Sentinel comenzó a publicar un periódico semanal en español, llamado El Sentinel, que se encuentra y distribuye en los condados de Broward y Palm Beach.
El 17 de agosto de 2008, Sun Sentinel presentó un diseño rediseñado, con gráficos más grandes, más color y un nuevo logotipo con una "S" grande. Esto está en sintonía con otro periódico de Tribune (el Orlando Sentinel), que rediseñó su periódico unos meses antes.
Desde 2011 hasta la actualidad, el periódico realizó importantes actualizaciones para fusionar los medios impresos con los medios modernos. Estos avances incluyen: el lanzamiento del sitio web de entretenimiento exclusivo SouthFlorida.com y el inicio de un canal de video llamado SunSentinel Originals. Más recientemente, la empresa había firmado un acuerdo con Gannett para imprimir ocho periódicos de la empresa, que incluía USA Today. 
El Sun Sentinel se centraba originalmente en noticias del condado de Broward y solo daba una cobertura limitada en el condado de Palm Beach. Sin embargo, a fines de la década de 1990, amplió su cobertura a todo el sur del estado de Florida, incluyendo los condados de Miami-Dade y Palm Beach. En Miami, The Miami Herald es su principal competencia, mientras que en el condado de Palm Beach, lo es el The Palm Beach Post.
El periódico ha sido nominado a varios Premios Pulitzer, y posee acuerdos comerciales con afiliadas y portales de internet.